# Cemitério Judaico de Jöhlingen

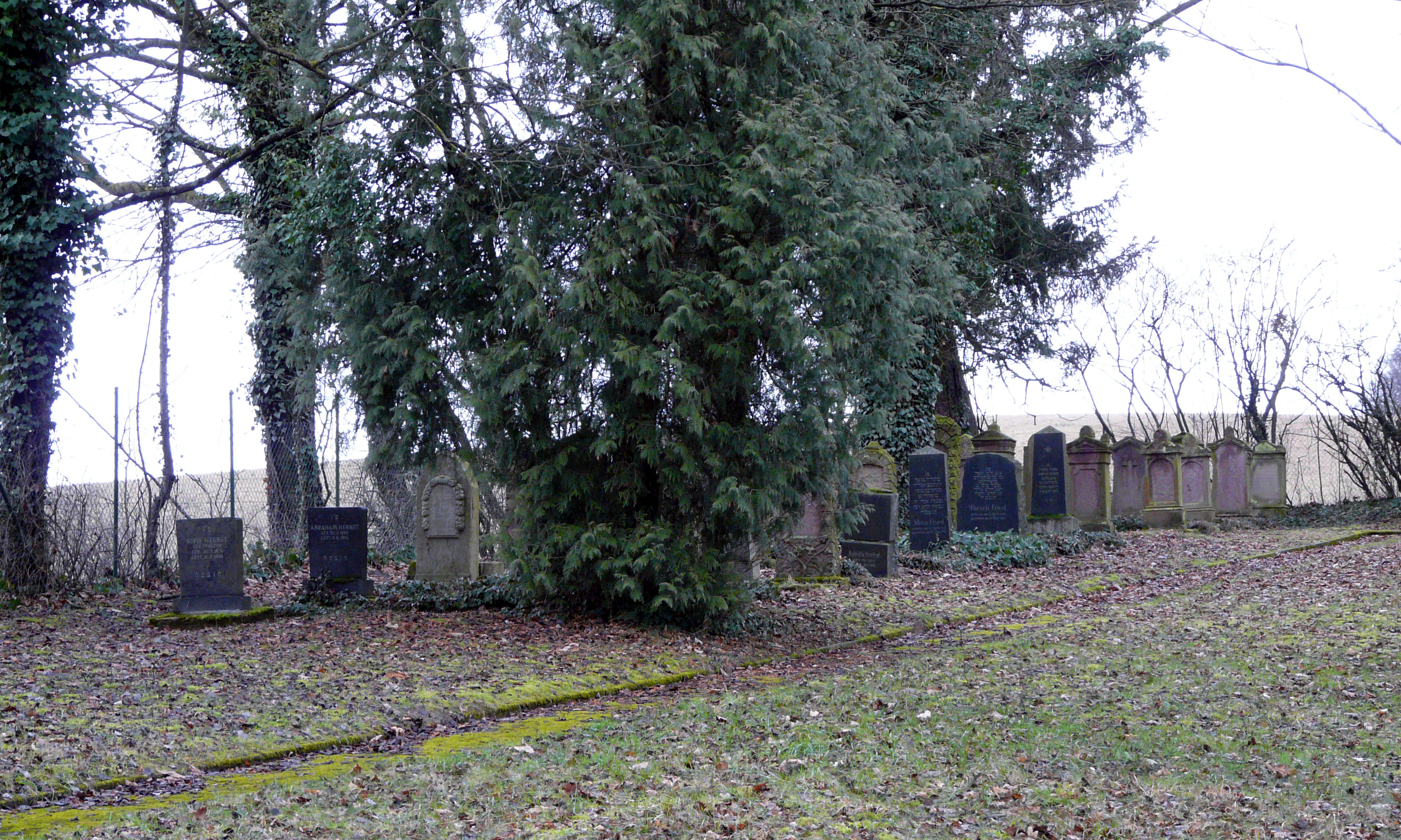
O Cemitério Judaico de Jöhlingen

O Cemitério Judaico de Jöhlingen (em alemão:  Jüdischer Friedhof Jöhlingen) é um cemitério judaico em Jöhlingen, um bairro do município de Walzbachtal no distrito de Karlsruhe. É tombado como monumento histórico.
Inicialmente os mortos da comunidade judaica de Jöhlingen foram sepultados no Cemitério Judaico de Obergrombach. Em 1888 foi então foi construído um cemitério próprio para a comunidade, localizado próximo à ferrovia na estrada para Wössingen, Walzbachtal.
O cemitério ocupa uma área de 12,47 ares, sendo ainda preservadas 46 matzevas. O último sepultamento ocorreu em 1936.